# Euphorbia osyridiformis
Euphorbia osyridiformis là một loài thực vật có hoa trong họ Đại kích. Loài này được Parsa mô tả khoa học đầu tiên năm 1948.